# Léobotès
Léobotès ou Labotas (en grec ancien Λεωβώτης ou Λαβώτας)  est un roi légendaire de Sparte, quatrième souverain de la dynastie des Agiades. Il aurait régné au IXe siècle av. J.-C.
Il succède à son père Échestrate pour un règne de 37 ans (d'après Eusèbe de Césarée) pendant lequel aurait eu lieu la première guerre entre Sparte et Argos.
Hérodote rapporte que, sous son règne, les lois de Lycurgue furent apportées à Sparte alors que pour Pausanias, l'évènement n'eut lieu que sous le règne de son petit-fils Agésilas.
Son fils Doryssos lui succède.

## Sources
1. ↑  « LACEDEMONIORUM IIII LABOTES AN XXXVII » Saint Jérôme, addition aux Chroniques d'Eusèbe de Césarée, manuscrit Merton, Folio 60 recto .
2. ↑  Eusèbe de Césarée, Chronique, .
3. ↑  « Quelques années après, Labotas fils d'Echestrate lui succéda. Hérodote, dans l'histoire de Crésus, dit que Lycurgue qui a donné des lois aux Lacédémoniens avait été tuteur de ce jeune prince, qu'il nomme Léobotas, et non Labotas ; durant son règne les Lacédémoniens déclarèrent la guerre aux Argiens pour la première fois. Le sujet de cette guerre était que les Lacédémoniens ayant conquis Cynure et les terres qui en dépendaient, les Argiens ne cessaient d'en usurper quelque coin, et de solliciter les peuples voisins et amis de Sparte à quitter son alliance. Cependant cette guerre n'eut pas de suite, et il ne s'y passa rien de remarquable. » Pausanias, Description de la Grèce [détail des éditions] [lire en ligne] III, 2, 3.
4. ↑  « Comme les Lacédémoniens en conviennent eux-mêmes, ce fut Lycurgue qui apporta ces lois de Crète, sous le règne de Léobotas son neveu, roi de Sparte. En effet, à peine eut-il la tutelle de ce jeune prince, qu'il réforma les lois anciennes, et prit des mesures contre la transgression des nouvelles. » Hérodote, Histoire, I, 65 Histoire : Livre premier - Clio.
5. ↑  « Ce fut pourtant sous Agésilas que Lycurgue publia ses lois ; les uns disent qu'il les avait reçues de la Pythie, les autres qu'il les avait apportées de Crète. » Pausanias, Description de la Grèce [détail des éditions] [lire en ligne], III, 2, 4.